# ヘキサセン
ヘキサセン (hexacene) とは、芳香族炭化水素の一種で、6個のベンゼン環が直線状に縮合した構造を持つ有機化合物。アセン類のひとつ。ヘキサセンやその誘導体について、合成法、安定性や分光学的性質が研究の対象となっている。分子式は C26H16、分子量は 328.41、CAS登録番号は [258-38-8]。

## 性質
ヘキサセンはその6位と15位に電子が局在化しているため、不安定な化合物である。分光学的な測定は精製後すぐの試料を用い、窒素やアルゴンといった不活性な気体の雰囲気下で行わなければならない。非常に高い立体障害を持たせて速度論的に安定化させた場合にのみ単離が可能である。例えば 6,15-ビス（トリ-tert-ブチルシリルエチニル）ヘキサセンは、X線結晶構造解析が可能な暗緑色の単結晶を得ることが可能で、その結晶は 96 ℃で熱分解することまで報告されている。

## 合成
誘導体ではない無置換ヘキサセンについては、20世紀前半より合成法の報告例が散見していたが、再現性に乏しく、性質などに踏み込んだ研究は達成されていなかった。
2007年に Neckersらの研究グループが初めて、無置換ヘキサセンの再現可能な合成法を報告した。彼らはジオンを前駆体として光化学的脱カルボニル化によりヘキサセンに変える手法を開発した。ヘキサセンは < 10−4 M の希釈条件でもディールス・アルダー反応による二量化を起こしたり、痕跡量の酸素と反応して過酸化物に変わったりするため、溶液で安定に取り扱ったり単離したりすることはできなかった。そこでアクリル樹脂 (PMMA) のフィルムをマトリクスとして光反応を施すことで、通常の室内に一晩おける程度には安定な状態で無置換ヘキサセンを得ることができた。フィルムの色はヘキサセンの生成によって緑色を帯びていた。